# Біографія
Біогра́фія (фр. biographie — «біографія», утворено з грец. βίος — життя, грец. γραφω — пишу), також життє́пис — опис життя якої-небудь людини. В основі біографії — описання життя, творчості тощо.
Існують різні види біографій: художня, наукова тощо.
Життєпис дає можливість на основі фактичних даних простежити процес формування людини у зв'язку з суспільними умовами певної історичної епохи.
Вивчення життєписів видатних людей, діячів науки й мистецтва має велике наукове й виховне значення.
Поширений жанр художньої біографії, наприклад «Тарасові шляхи» О. Д. Іваненко, «Михайло Коцюбинський» Л. Смілянського, повісті про І. Франка: Д. Я. Лукіяновича, П. Й. Колесника.